# Egyptian Lover
Egyptian Lover, pseudonimo di Gregory James Broussard, talvolta accreditato anche come The Egyptian Lover (Los Angeles, 31 agosto 1963), è un rapper, produttore discografico e disc jockey statunitense protagonista della scena hip hop e electro degli anni ottanta.
È noto principalmente per aver realizzato nel 1984 il brano Egypt Egypt, classico della musica electro funk e da break dance, tra i primi esempi di West Coast hip hop di cui l'artista è considerato un pioniere.
La sua produzione discografica è stata interamente caratterizzata dall'utilizzo della drum machine Roland TR-808.

## Biografia
Scelto il suo pseudonimo per la sua passione verso la cultura egizia, iniziò la sua carriera a Los Angeles nei primissimi anni ottanta, collaborando con gli Uncle Jamm's Army, con i quali si esibì alla L.A. Sports Arena davanti a un pubblico di diecimila persone.
Individualmente, ha iniziato a esibirsi nel locale Club Radio di Los Angeles, dove iniziò a sperimentare diverse sonorità e conobbe Afrika Islam che gli fece conoscere la drum machine Roland TR-808, che divenne il suo principale strumento di produzione rimanendone legato per tutta la sua carriera. Iniziò quindi a produrre i suoi primi brani come quelli contenuto nel 45 giri Dial-A-Freak/Yes, Yes, pubblicata con la sua  etichetta discografica indipendente, la Egyptian Empire, creata in seguito ad alcune controversie con la Freak Beat, casa discografica che gestiva la produzione del gruppo d'origine, che non gli pagò i proventi discografici. Pubblicò quindi nel 1984 l'EP Egypt Egypt, composto da alcune tracce dedicate all'Egitto realizzato sempre con la drum machine Roland TR-808, che divenne subito un classico della musica da break dance e mantenne il suo consenso per tutto il decennio e i successivi anni novanta come brano da club suonato dai disc jockey.
Il brano, considerato anche dalla critica come il maggior successo dell'artista nonché la risposta del cosiddetto West Coast hip hop a brani dell'east coast come Planet Rock degli Afrika Bambaataa o Hip-Hop Be Bop (Don't Stop) di Man Parrish, era ispirato per stessa dichiarazione del rapper alle produzioni dei Kraftwerk e di Prince.
La sua carriera proseguì con la pubblicazione di album discografici come il disco di debutto On the Nile, che riuscì a entrare nella classifica Billboard statunitense e fu definito "il primo disco hip hop ad aver superato i confini dalla west coast".

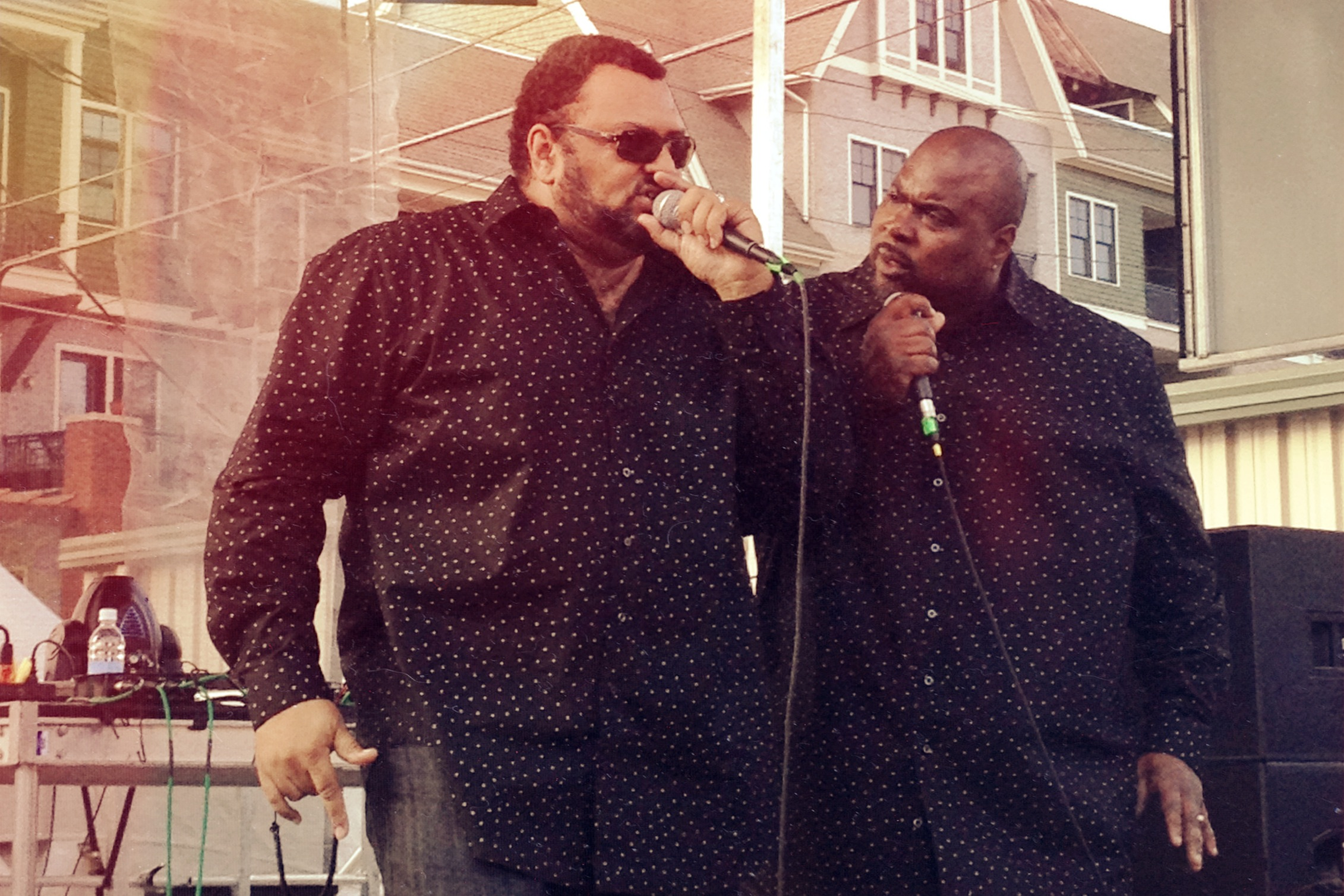
Egyptian Lover (a sinistra) al Moogfest ad Asheville (North Carolina) il 25 aprile 2014

Attivo per tutti gli anni ottanta, la sua notorietà si è affievolita con il calo di popolarità del party rap in favore del gangsta rap. Pubblicò comunque un nuovo album nel 1994, dopo qualche anno di assenza dalle scene, intitolato Back from the Tomb. Negli anni successivi continuò anche con la sua attività dal vivo, eseguendo un tour europeo nel 2004, accompagnando la rapper M.I.A. nel suo People vs. Money Tour nel 2008 e toccando con un tour il Sudafrica nel 2017.
Tornò discograficamente attivo, dopo un disco nel 2006, intitolato Platinum Pyramids, negli anni dieci del duemila con la pubblicazione di nuovi album prodotti sempre con l'ausilio della Roland TR-808. Nel 2016, l'etichetta discografica specializzata in musica hip hop Stones Throw Records pubblicò in accordo con l'artista una raccolta dei brani più significativi della produzione anni ottanta, intitolata semplicemente 1983-1988, anni che definiscono il lustro del suo maggior successo.

### Stile e influenze
Lo stile del rapper, prevalentemente electro, è stato per sua stessa dichiarazione influenzato da artisti come i Kraftwerk, Prince, dal gruppo musicale degli Zapp, dagli Afrika Bambaataa (in particolare Planet Rock), dai Twilight 22 e la loro Electric Kingdom e dal crooner Dean Martin, di cui il padre possedeva la discografia.

## Discografia

### Album in studio
- 1984 - On the Nile (Egyptian Empire)
- 1986 - One Track Mind (Egyptian Empire)
- 1988 - Filthy (Priority Records)
- 1995 - Back from the Tomb (Egyptian Empire)
- 1998 - Get Into It (Egyptian Empire)
- 2005 - Platinum Pyramids (Egyptian Empire)
- 2015 - 1984 (Egyptian Empire)
- 2018 - 1985 (Egyptian Empire)
- 2021 - 1986 (Egyptian Empire)

### Album di remix
- 1993 - Pyramix (Egyptian Empire)

### Raccolte
- 1995 - King of Ecstasy (Egyptian Empire)
- 2016 - 1983-1988 (Stones Throw Records)

### EP
- 1984 - Egypt Egypt